# Gabriela David
Gabriela David (Mar del Plata, Província de Buenos Aires, Argentina, 21 de setembre de 1960 - Buenos Aires, Argentina, 4 de novembre de 2010) va ser una guionista i directora de cinema argentina. Era la filla gran del director de cinema Mario David i d'una artista plàstica i ceramista.

## Activitat professional
Des de molt petita la professió dels seus pares la va posar en contacte amb l'art, especialment amb el cinema i amb les arts plàstiques. Va estudiar < l'Escuela de Bellas Artes Manuel Belgrano i més endavant es va decidir pel cinema i en 1978 va ser assistent de direcció en el film La rabona dirigit pel seu pare. Va realitzar quatre curtmetratges, dos d'ells en Súper 8: Ensayo i Para que todo cambie, i Romance en la puerta oeste de la ciudad (1979).
El 1985 va tornar a treballar com a ajudant del seu pare a La cruz invertida i el 1987 ho va fer a la coproducció internacional Tango Bar dirigida per Marcos Zurinaga, amb Raúl Juliá, Rubén Juárez i Valeria Lynch.
De 1981 a 1984 va col·laborar en la productora de cinema d'animació de Jorge Martín “Catú” com a colorista i realitzadora de fons. En 1989 va filmar en 16 mm i color el curtmetratge Tren Gaucho, adaptació del conte del mateix nom de Juan José Manauta, pel qual va rebre vuit premis nacionals i internacionals, entre ells en 1989 la Caravel·la de Plata al millor curtmetratge iberoamericà en el 31è Festival Internacional de Cinema de Bilbao.
Des de 1993 va exercir com a professora de la Càtedra Taller d'Expressió II, en la Carrera de Ciències de la Comunicació, de la Facultat de Ciències Socials (Universitat de Buenos Aires).

## La pel·lículaTaxi, un encuentro
Després d'un interval en què es va dedicar a l'ensenyament, Gabriela David va realitzar en 2000 sobre el seu propi guió i amb producció independent, el seu primer llargmetratge: Taxi, un encuentro, molt ben acollit per la crítica. La pel·lícula, per la qual va rebre diversos premis, es refereix a un lladre que una nit, mentre conduïa un taxi robat, troba una adolescent ferida.

## La mosca en la ceniza
En 2009 va filmar el seu segon llargmetratge La mosca en la ceniza, que gira entorn de l'amistat de dos joves de l'interior del país que mitjançant enganys són portades a la gran ciutat per a ser explotades com a prostitutes. Aquest film va merèixer també el suport del públic i la crítica.

## Defunció
Gabriela David va morir el 4 de novembre de 2010 d'una malaltia contra la qual havia lluitat durant els últims 15 anys.

## Filmografia
Directora
- La mosca en la ceniza (2009)
- Taxi, un encuentro (2000)
- Tren gaucho (curtometratge 1989)
- Romance en la puerta oeste de la ciudad (curtmetratge 1979)
- Para que todo cambie (curtmetratge)
- Ensayo (curtmetratge)

Guionista
- La mosca en la ceniza  (2009)
- Taxi, un encuentro (2000)
- Tren gaucho (cortometraje 1989)
- Romance en la puerta oeste de la ciudad (curtmetratge 1979)

Producció
- La mosca en la ceniza  (2009)
- Taxi, un encuentro (2000)

Ajudant de direcció
- Tango Bar (1987)
- La cruz invertida (1985)
- La rabona (1978)

## Televisió
Intèrpret
- Días de cine (1 episodi) (2009)… Ella mateixa

## Premis i nominacions

### Asociación de Cronistas Cinematográficos de la Argentina
| Any  | Categoria                                               | Pel·lícula         | Resultat |
| ---- | ------------------------------------------------------- | ------------------ | -------- |
| 2002 | Premi Cóndor de Plata al millor guió original de ficció | Taxi, un encuentro | Nominada |
| 2002 | Premi Cóndor de Plata a la millor pel·lícula            | Taxi, un encuentro | Nominada |
| 2002 | Premi Cóndor de Plata a la Millor Opera Prima           | Taxi, un encuentro | Nominada |

### Festival de Cinema Iberoamericà de Huelva
| Any  | Categoria                                   | Pel·lícula            | Resultat   |
| ---- | ------------------------------------------- | --------------------- | ---------- |
| 2009 | Caravel·la de Plata a la millor ópera prima | La mosca en la ceniza | Guanyadora |

### Festival de Cinema Internacional de Kerala
| Any  | Categoria                             | Pel·lícula         | Resultat   |
| ---- | ------------------------------------- | ------------------ | ---------- |
| 2002 | Premi FIPRESCI a la millor pel·lícula | Taxi, un encuentro | Guanyadora |
| 2002 | Premi especial del Jurat              | Taxi, un encuentro | Guanyadora |

### Festival de Cinema Llatinoamericà de Nova York
| Any  | Categoria                              | Pel·lícula         | Resultat   |
| ---- | -------------------------------------- | ------------------ | ---------- |
| 2002 | Premi Poma de plata millor ópera prima | Taxi, un encuentro | Guanyadora |

### Festival de Cinema Internacional de París
| Any  | Categoria  | Pel·lícula         | Resultat |
| ---- | ---------- | ------------------ | -------- |
| 2002 | Gran Premi | Taxi, un encuentro | Nominada |

### Festival de Cinema Llatinoamericà de Tolosa de Llenguadoc
| Any  | Categoria                     | Pel·lícula         | Resultat   |
| ---- | ----------------------------- | ------------------ | ---------- |
| 2002 | Premi Revelació de la Crítica | Taxi, un encuentro | Guanyadora |

### Festival Internacional de Cinema de Viña del Mar
| Any  | Categoria  | Pel·lícula         | Resultat   |
| ---- | ---------- | ------------------ | ---------- |
| 2002 | Gran Premi | Taxi, un encuentro | Guanyadora |